# (23472) Rolfriekher
(23472) Rolfriekher – planetoida z pasa głównego asteroid okrążająca Słońce w ciągu 4 lat i 77 dni w średniej odległości 2,61 j.a. Została odkryta 10 października 1990 roku w Karl Schwarzschild Observatory w Tautenburgu przez Lutza Schmadela i Freimuta Börngena. Nazwa planetoidy pochodzi od Rolfa Riekhera (ur. 1922), niemieckiego optyka, specjalisty w zakresie historii optyki astronomicznej i związanych z nią instrumentach. Została zaproponowana przez Lutza Schmadela. Przed nadaniem nazwy planetoida nosiła oznaczenie tymczasowe (23472) 1990 TZ10.